# Hubert Schöll
Hubert Schöll (* 20. Oktober 1946; † 23. November 1992) war ein deutscher Fußballspieler. Der Mittelfeldspieler und Stürmer hat bei den Vereinen 1. FC Nürnberg und Hamburger SV von 1966 bis 1970 insgesamt 20 Spiele (1 Tor) in der Fußball-Bundesliga absolviert. Von 1972 bis Oktober 1973 hat er beim Linzer ASK in der österreichischen Nationalliga 34 Ligaspiele absolviert und zehn Tore erzielt. Beim KSV Hessen Kassel beendete er 1973/74 in der zweitklassigen Fußball-Regionalliga Süd mit 16 Einsätzen und acht Toren seine Profikarriere.

## Leben
Der 1946 geborene Hubert Schöll begann bei seinem Heimatverein ASV Neumarkt mit dem Fußballspiel. Zur Saison 1964/65 wechselte er zum 1. FC Nürnberg und spielte bei den Amateuren des „Club“. Zur Saison 1965/66 wurde er in den Bundesligakader aufgenommen, kam aber noch nicht zum Einsatz. Schöll debütierte unter Trainer Max Merkel am 25. März 1967 bei einer 0:2-Auswärtsniederlage beim 1. FC Köln in der Bundesliga. Er bildete dabei auf Rechtsaußen mit Heini Müller, Heinz Strehl, Franz Brungs und Georg Volkert den Angriff des 1. FC Nürnberg.
Als Nürnberg überraschend 1968 den Deutschen Meistertitel erringen konnte, hatte er persönlichen Anteil durch drei Einsätze: Am 11. November 1967 wurde er für Zvezdan Čebinac bei einer 0:2-Auswärtsniederlage beim MSV Duisburg eingewechselt, am 20. Januar 1968 spielte er die zweite Halbzeit für den ausgewechselten August Starek bei der 1:3-Niederlage beim Hamburger SV und spielte schließlich am 6. April von Beginn an als Mittelstürmer bei einem 2:1-Heimerfolg vor 45.000 Zuschauern gegen den 1. FC Köln. Zur Saison 1968/69 wurde Schöll gemeinsam mit seinen Club-Kollegen Hans-Werner Kremer und Jürgen Seifert vom Hamburger SV unter Vertrag genommen. Da auch noch weitere Neuzugänge mit Torhüter Gert Girschkowski, Robert Pötzschke, Jürgen Dringelstein und Klaus Fock zu den „Rautenträgern“ kamen, war der Kader von Trainer Kurt Koch und „Fußballchef“ Georg Knöpfle gut bestückt. Schöll zeigte 1968/69 in 15 Einsätzen (1 Tor) seine Bundesligatauglichkeit und der HSV belegte den 6. Rang; sein vormaliger Verein, der deutsche Meister des Jahres 1968, der 1. FC Nürnberg, stieg sensationell aus der Bundesliga ab. Im Messepokal kam er in zwei Spielen gegen Slavia Prag (1:3) und Hibernian Edinburgh (1:2) zusätzlich zum Einsatz. Als zur Saison 1969/70 mit Siegfried Beyer, Norbert Hof, Peter Nogly und Klaus Zaczyk vier Verstärkungen zum HSV gekommen waren, nahmen die Einsatzchancen drastisch ab. Schöll kam nur noch am 23. August 1969 bei einer 1:2-Niederlage bei Borussia Dortmund zu einem Einsatz. Nach 16 Bundesligaspielen (1 Tor) beim Hamburger SV kehrte er im Sommer 1970 zu seinem Heimatverein ASV Neumarkt in den bayerischen Amateurfußball zurück.
Mit Neumarkt erreichte der Heimkehrer 1970/71 die Meisterschaft in der Landesliga und damit den Aufstieg in die Bayernliga. Mit dem Aufsteiger belegte er 1971/72 in der Bayernliga 1971/72 den vierten Rang und hatte damit wieder den Profifußball auf sich aufmerksam gemacht. Er unterschrieb zur Saison 1972/73 einen Vertrag beim Linzer ASK und spielte damit in der erstklassigen Nationalliga. Mit Trainer Otto Barić und Mitspielern wie Rudolf Nafziger, August Starek, Gerhard Sturmberger und Johann Kondert belegten Schöll und Kollegen den 6. Rang; der Neuzugang aus Neumarkt hatte in 25 Ligaspielen acht Tore erzielt. In der Hinrunde 1973/74 absolvierte er noch weitere zehn Spiele (2 Tore) und ging dann wieder nach Deutschland zurück und schloss sich dem KSV Hessen Kassel in der zweitklassigen Regionalliga Süd an. Dort debütierte er am 10. November 1973 bei einer 1:2-Auswärtsniederlage in Bürstadt, rang dem letzten Meister der alten Regionalliga Süd, dem FC Augsburg mit Helmut Haller am 18. November vor 20.000 Zuschauern im Auestadion ein 2:2 ab und war in seinem dritten Regionalligaeinsatz am 25. November Doppeltorschütze beim 2:0-Auswärtserfolg bei Jahn Regensburg. Am Rundenende hatte er in 16 Einsätzen acht Tore erzielt und Kassel landete auf dem 16. Rang.
In Kassel war der Spieler bis 1975 in der Hessenliga aktiv – er belegte mit dem Absteiger 1974/75 den 3. Rang und erzielte dabei in 23 Spielen 16 Tore – und danach noch in unteren Amateurklassen.
Schöll nahm sich im November 1992 das Leben.

## Erfolge
- Deutscher Meister (1): 1968